# The Walk (2015)
The Walk ist eine US-amerikanische Filmbiografie aus dem Jahr 2015. Regie führte Robert Zemeckis, der auch zusammen mit Christopher Browne das Drehbuch schrieb. Der Film basiert auf der Geschichte des französischen Seiltänzers Philippe Petit und seinem Seiltanz zwischen den Twin Towers des World Trade Centers am 7. August 1974. In den Hauptrollen sind Joseph Gordon-Levitt, Ben Kingsley, James Badge Dale, Ben Schwartz, Steve Valentine und Charlotte Le Bon zu sehen. Der Film hatte am 25. September 2015 beim New York Film Festival seine Premiere und lief fünf Tage später in den US-Kinos an. In den deutschsprachigen Kinos startete der Film am 22. Oktober 2015.

## Handlung
Philippe Petit beginnt als Jugendlicher eine Leidenschaft für das Drahtseillaufen zu entwickeln, als ein Zirkus in seinem Ort gastiert. Er schleicht sich nachts heimlich in das Zelt, um auf dem Hochseil zu balancieren. Dabei wird er von Papa Rudy ertappt, dem Oberhaupt der Seiltanzgruppe. Dieser erkennt sein Talent und unterrichtet ihn, wirft den renitenten Jungen aber schließlich hinaus. Als er auch von seinen Eltern vor die Tür gesetzt wird, geht Philippe nach Paris, um dort sein Glück zu versuchen. Er trifft auf die Straßenmusikerin Annie, mit der er eine Romanze beginnt.
Durch Zufall stößt Philippe auf einen Zeitungsartikel, in dem vom Bau des World Trade Centers in New York berichtet wird. Philippe ist fortan entschlossen, sein Seil zwischen den Twin Towers zu spannen und hinüberzulaufen. Er trifft auf den Fotografen Albert, den er für seine Pläne gewinnt. Papa Rudy rät Philippe, ein Sicherungsseil anzubringen, was dieser aber empört ablehnt. Als die Twin Towers beinahe fertig sind, fahren sie nach New York, um den Plan in die Tat umzusetzen. Sie finden in Jean-Pierre (genannt J.P.) und Barry Greenhouse weitere Komplizen, zudem ist Jean-Louis mit an Bord, der Höhenangst hat. J.P. spricht gutes Englisch, während Barry im Nordturm arbeitet und so Zugang zur Plattform verschaffen kann.
Am Vorabend des Hochseilaktes fahren Philippe, J.P. und Jean-Louis, getarnt als Bauarbeiter, mit der letzten Fuhre nach oben und beginnen mit den Vorbereitungen. Plötzlich erscheinen jedoch Wachmänner, sodass Philippe und Jean-Louis stundenlang auf einem Stahlträger über einem offenen Fahrstuhlschacht ausharren müssen. Als die Luft rein ist, spannen sie mit Hilfe von Albert, der sich auf dem Nordturm befindet, das Seil. Zum Sonnenaufgang – gerade noch rechtzeitig, bevor die Arbeiter wieder kommen – ist alles bereit und Philippe setzt an zum ersten Schritt, 417 Meter über dem Erdboden. Annie, die unten die Nacht über ausgeharrt hatte, und J.P. verfolgen das Geschehen von der Straße aus. Schnell versammeln sich zahlreiche Schaulustige. Nachdem Philippe die Distanz überwunden hat, kehrt er um und läuft zurück zum Südturm. Dort treffen inzwischen Polizisten ein, die ihn wiederum zum Umkehren zwingen; dasselbe am Nordturm. Philippe verharrt auf dem Seil, bis er schließlich nachgibt und die Show beendet.
Als „Strafe“ muss er auf einem niedrigen Seil im Central Park vor Kindern laufen. Die Stadt dankt ihm letztlich für die gelungene Publicity, schenkt ihm eine Eintrittskarte auf Lebenszeit und ehrt ihn mit einer Gedenkplakette auf der Plattform. Annie, die ihren eigenen Traum verwirklichen will, trennt sich schließlich von Philippe und kehrt nach Frankreich zurück.

## Besetzung und Synchronisation
Die deutschsprachige Synchronisation des Films entstand bei der Berliner Synchron. Verfasser des Dialogbuchs ist Benjamin Peter. Dialogregie führte Elisabeth von Molo.
| Rolle                             | Darsteller           | Synchronsprecher       |
| --------------------------------- | -------------------- | ---------------------- |
| Philippe Petit                    | Joseph Gordon-Levitt | Robin Kahnmeyer        |
| Annie Allix                       | Charlotte Le Bon     | Lucie Zelger           |
| Rudolf Omankowsky, gen. Papa Rudy | Ben Kingsley         | Peter Matić            |
| Jean-Louis                        | Clément Sibony       | Julian von Hammerstein |
| Jean-Pierre, gen. J. P.           | James Badge Dale     | Sascha Rotermund       |
| Jean-François Heckel, gen. Jeff   | César Domboy         | Mathieu Pelletier      |
| Albert                            | Ben Schwartz         | Rainer Fritzsche       |
| David                             | Benedict Samuel      | Julien Haggège         |
| Barry Greenhouse                  | Steve Valentine      | Oliver Feld            |

## Kritik
The Walk erhielt überwiegend positive Kritiken. In der Internet Movie Database wurde er mit durchschnittlich 7,8 von 10 möglichen Sternen ausgezeichnet. Der Filmdienst resümiert: „Das mitreißende und spannende Kinoabenteuer zeichnet minutiös die Vorbereitungen des Coups nach und schwingt sich auf dem Höhepunkt zu einer fast schon körperlichen Kinoerfahrung in 3D auf. Bei allem Effektaufwand schlägt der Film auch nachdenkliche Töne über das Erreichen des unmöglich Scheinenden an.“ Die Filmkommission vergibt das Prädikat „Sehenswert“. Martin Schwickert urteilt im epd Film: „Natürlich sind die digital generierten Bilder spektakulär, und wenn man aus dem Kinosaal hinauswankt, ist man für den festen Boden unter den Füßen dankbar. Aber bei der dreidimensionalen Zurschaustellung bleibt dennoch die Poesie, die Petits Drahtseilakt auszeichnete, auf der Strecke.“ Weiterhin fehle Zemeckis der „Sinn für die kontemplative Gelassenheit“ und für „die Melancholie, die mit jenen Türmen verbunden ist“. „Packendes Künstlerporträt mit alberner Französisch-Synchro, aber schwindelerregenden 3D-Bildern“, bilanziert die Filmzeitschrift Cinema.